# Космеч
42° 44′ 46″ N 17° 49′ 24″ E / 42.74611° С; 17.82333° И
Космеч је ненасељено острвце у Елафитима у хрватском делу Јадранског мора.
Његова површина износи 0,024 км², а дужина обалне линије 0,57 км.